# Javier Setó
Javier Setó Casanova (Lérida, 1926-Madrid, 1969) fue un director y guionista de cine español. Su actividad cinematográfica se alargó durante las décadas de 1950 y 1960.

## Biografía
Inició su andadura en el cine amateur y al poco tiempo dio el salto a las producciones profesionales como meritorio y ayudante de dirección.  Debutó como director en Barcelona, de la mano de Ignacio F. Iquino, que le produjo sus tres primeras películas. En esta primera etapa realizó un tipo de cine muy acorde con las modas de la época. Su primera cinta fue Mercado prohibido (1952), a la que siguieron Fantasía española (1953) y Pasaporte para un ángel (1953). Su segunda etapa se desarrolló en Madrid, rodando filmes más comerciales. En 1956 estrena Saeta rubia que gira alrededor de la figura de Alfredo Di Stéfano. Posteriormente, dirigió Pelusa (1961), que significó el debut en pantalla grande de Marujita Díaz, con la que trabajó en Han robado una estrella (1961), Lulú (1962) y Abuelita Charlestón (1962). Setó también participó en diversas coproducciones como Pan, amor y... Andalucía (1958). Su obra más ambiciosa fue una coproducción con Estados Unidos titulada El valle de las espadas (1963), basada en el personaje de Fernán González, con Broderick Crawford y Frankie Avalon en el reparto.

## Filmografía
- Mercado prohibido (1952)
- Bronce y luna (1953)
- Fantasía española (1953)
- Pasaporte para un ángel (1953) (*)
- Mañana, cuando amanezca (1954) (*)
- El puente del diablo (1955) (*)
- Ha pasado un hombre (1955)
- Duelo de pasiones (1956) (*)
- Saeta rubia (1956) (*)
- Maravilla (1957)
- Pan, amor y... Andalucía (1958)
- Pelusa (1960)
- Abuelita Charlestón (1962) (*)
- Lulú (El globo azul) (1962) (*)
- El escándalo (1963) (*)
- El valle de las espadas (1963) (*)
- Han robado una estrella (1963) (*)
- Las otoñales (1963)
- Flor salvaje (1965)
- La llamada (1965)  (*)
- Tabú (1965) (*)
- Pabellón de España (1966) (Corto documental) (*)
- Querido profesor (1966)
- Long Play (1968) (*)
- Viaje al vacío (1968) (*)
- ¡Viva América! (1969) (*)

(Nota: Las películas con un asterisco (*) indican que Javier Setó también realizó tareas relacionadas con el guion).